# Espíritu Santo
Pour les articles homonymes, voir Espíritu Santo (homonymie).
Espíritu Santo est une île mexicaine située dans le golfe de Californie au large des côtes de la Basse-Californie du Sud.

## Géographie
L'île est située au sud du golfe de Californie et se trouve au sud de la baie de La Paz à environ 30 km au nord de ville de La Paz. Elle est séparée par un étroit isthme de 200 m de large de l'île La Partida située à sa pointe nord. L'île fait environ 14.5 km de longueur et 9.5 km de largeur maximales pour 80.8 km2 de superficie totale soit la douzième plus grande île du Mexique.
L'île Espíritu Santo est inhabitée et est désignée par l'UNESCO en tant que réserve de biosphère.

## Histoire
Avant le XVIIIe siècle, l'île était habitée par les amérindiens Pericú.
En 2005, l'île a été classée avec 244 autres au Patrimoine mondial de l'humanité par l'UNESCO comme Îles et aires protégées du Golfe de Californie.